# Cantone di Montélimar-2
Il Cantone di Montélimar-2 è un cantone della Francia dell'arrondissement di Valence.
A seguito della riforma approvata con decreto del 20 febbraio 2014, che ha avuto attuazione dopo le elezioni dipartimentali del 2015, è passato da 9 a 4 comuni, oltre a parte del territorio comunale di Montélimar.

## Composizione
Prima della riforma del 2014 comprendeva parte della città di Montélimar e i comuni di:
- Allan
- Châteauneuf-du-Rhône
- Espeluche
- La Touche
- Malataverne
- Montboucher-sur-Jabron
- Portes-en-Valdaine
- Puygiron
- Rochefort-en-Valdaine

Dal 2015, oltre a parte della città di Montélimar, i comuni appartenenti al cantone sono i seguenti 4:
- Allan
- Châteauneuf-du-Rhône
- Espeluche
- Montboucher-sur-Jabron